# Modellen Stella i Rom

Modellen Stella i Rom er et maleri af L.A. Schou fra 1866.

## Motiv
Maleriet er en parafrase over en portrættype fra den italienske renæssance, fundamentet er skabt af Rafael, Leonardo da Vinci, Palma Vecchio og Sebastiano del Piombo.